# GanjaWars
GanjaWars.Ru (Ганджубасовые войны) — российская браузерная многопользовательская ролевая онлайн-игра в мафию с развитой социальной, боевой, приключенческой и экономической составляющими.
В эту игру одновременно играют несколько тысяч игроков, которые участвуют в виртуальных перестрелках, выполняют задания, развивают торговлю или производство.

## Основные положения правил игры
- Сервис игры является условно-некоммерческим и носит развлекательный характер.
- Все персонажи данной игры вместе с их амуницией и параметрами являются частью игры и принадлежат администрации, а не чьей-либо собственностью. Любой предмет или персонаж могут быть изъяты из игры по решению администрации, без выплаты компенсации, даже если был куплен за реальные деньги.
- Доступ игрока к персонажу может быть прекращён на основании правил игры, либо решением администрации игры.

## История
Проект был создан 14 марта 2003 года и с тех пор постоянно развивается. Многие изменения вносятся в игру с учётом предложений игроков.

## Наркотическая тематика
Слова «Ганжа» (англ. Ganja) и «Ганджубас» являются сленговыми обозначениями марихуаны (см. Сленг наркоманов), заимствованными из ямайской культуры. Среди объектов игровой экономики большую долю занимают предприятия по производству военного назначения.
Несмотря на использование тематики марихуаны в названии игры, администрация освобождает себя от ответственности за пропаганду наркотических средств.
Наша игра не имеет никакого отношения к настоящим наркотикам, а за попытки наркопропаганды персонажи удаляются из игры.
Об игре
Мы не предоставляем информацию о способах, методах разработки, изготовления и использования, местах приобретения наркотических средств, психотропных веществ и их прекурсоров. […] Мы не предлагаем употреблять наркотические средства, и не призываем посетителей к этому. Наоборот, мы предупреждаем о различных формах ответственности за распространение и употребление оных.
Правовая информация
Эти же тезисы более кратко приведены в дизайне общей нижней части для всех страниц игры.

## Стиль игры
Изначально игра в 2003 году имела чёрно-белый графический интерфейс, но с развитием игры был выбран единый «зелёный-травяной» стиль. C 2003 он практически не менялся.
В процессе развития персонажа каждый игрок может выбирать свой стиль поведения: волк-одиночка или боец синдиката, с перспективой вырасти до лидера синдиката. Игроку доступно как «государственное» вооружение, производимое игровыми предприятиями, так и, так называемое, High Tech вооружение, которое можно приобрести за EUN (1 EUN = 1 USD). В государственном магазине оружие продаётся за игровые деньги — ганджубаксы.
Удобство и безопасность игрового процесса обеспечивает как администрация, так и официальные лица (полицейские, модераторы, судьи, адвокаты), набираемые из состава рядовых игроков.
Игра предоставляет огромный спектр разнообразных возможностей: бурная военная, политическая и экономическая жизнь кипит на пяти уникальных островах. Игрок волен в своих действиях: «убивать» игровых персонажей или вести политическую, экономическую жизнь, быть заключённым на острове Святой Марии, или отвоёвывать новые просторы у враждебной нации ботов.
В этой игре можно объединяться в группы — синдикаты и воевать в боях плечом к плечу с союзниками.

## Составляющие игры
Игра состоит из нескольких основных направлений:

### Боевая составляющая
Количество игроков, одновременно принимающих участие в одном бою, может варьироваться от 2 до 50.
Участие в боях — основной источник боевого опыта и опыта владения оружием, инструмент разрешения политических или личных проблем. За выигранный бой, в зависимости от повреждений, нанесённых соперникам, начисляется боевой опыт. За повреждения, нанесённые соперникам, начисляются умения владения оружием. При наборе определённого количества боевого опыта игрок переводится на следующий боевой уровень с начислением соответствующей денежной премии и возможностью увеличения одного из четырёх базовых показателей персонажа.
Участнику игры предлагается развивать несколько навыков владения оружием:
- Пулемёт (много выстрелов за ход, и если враг отходит в другую сторону, несколько пуль всё равно достигают цели)
- Снайперские винтовки (один выстрел за ход, но мощный. Достоинства: оружие стреляет издалека, пробивает любую броню. Недостатки: шанс промахнуться даже в случае, когда угадано направление отхода врага)
- Автомат (меньшее количество выстрелов за 1 ход, чем у пулемёта, но более результативные. Большая дальность стрельбы, чем у пулемёта, но меньшая чем у снайперской винтовки)
- Пистолеты (Можно брать по одному в каждую руку. На высоких уровнях умений представляют чудовищную убойную силу)
- Дробовики (имеют малую дальность, при высоких умениях обладают убойной мощью, незаменимы для ближнего боя)
- Гранатомёты (за 1 выстрел поражает несколько врагов, небольшая дальность стрельбы. Если гранатомётчик доходит до врага, то он обязательно его ранит или убьёт)

Бои делятся на несколько групп:
- Одиночные — бои один на один с соперником, которого ты выбираешь сам. Можно выбрать тип оружия. Либо так называемое специальное оружие, либо обычное.
- Дуэли — так же как и бои один на один, но игрокам запрещено уворачиваться, и за победу, естественно, дают меньше опыта. Лучше всего в таких боях пользоваться снайперскими винтовками, так как противник не успеет к вам подойти для нанесения нормального урона.
- Общие — так называемые групповые бои, в которых могут участвовать до 30 игроков. В данных боях игрок может выбрать себе любое вооружение, в том числе и именное. Во время боя к нему могу присоединяться новые бойцы: игроки с активной лицензией боевика либо замена односиндовцем.
- Уличные бои интересны тем, что игроки воюют за деньги и получают опыта и очков умений в 1,5 раза больше. Также в данных боях запрещена именная амуниция и замены. Участие в таких боях ограничено 20-ю победами в день.
- Графические бои. Название говорит само за себя. Поле боя — небольшая карта, на которой воюют игроки, выбирая клетку, в которую он выстрелит и отойдёт. 2 августа 2007 года в качестве опционального введён flash-интерфейс. За победу в бою игроки получают в 2 раза больше опыта и очков умений.
- Нападения на недвижимость — один из основных типов боёв. В нём участвуют бойцы двух синдикатов друг против друга. В этих боях возможны замены бойцами своего либо союзного синдиката и игроками с активной лицензией наёмника. В случае успешного нападения недвижимость переходит под контроль напавшего синдиката. Есть шанс получить модификацию на вооружение.
- Бои на острове Outland являются самыми популярными среди игроков. В этих боях игроки воюют с ботами, так называемыми «покемонами» (боты носят имена персонажей известного японского мультфильма Pokemon). Победив ботов, игрок может получить полезный предмет и шанс модифицировать свою амуницию.

### Экономическая составляющая
Во владении игроков есть многие виды объектов недвижимости, выполняющих функции добывающей, перерабатывающей и производственной индустрии. Добытые ресурсы после цепочки переработок превращаются в готовые для использования игроками товары: оружие, экипировка, транспорт, а также средства для быстрого восстановления или временного увеличения боевых качеств.
Сбыт готовых товаров производится в магазинах соответствующих видов. Распределение ресурсов осуществляется с помощью биржевых терминалов или «ручной» транспортировки игроками. За различные виды операций на рынке начисляются очки экономического опыта.
Основной внутренней денежной единицей игры является валюта ганджубакс. Все расчёты по заработной плате на предприятиях, купле-продаже имущества между игроками, начисление штрафов и др. проходят преимущественно в ней.
Для ввода реальных денег в игру предназначена валюта EUN (сокращение от euro-unit), 1 EUN = 1 WMZ. Евроюниты служат для покупки амуниции с улучшенными характеристиками («артовое» и «именное») и приобретения дополнительных услуг у Администрации. Хотя игроки напрямую не могут обмениваться евроюнитами, в игре присутствует возможность обмена/купли/продажи амуниции, купленной за евроюниты, благодаря чему происходит ротация подобных вещей в игре, и устанавливается синтетический курс ганджубакс/евроюнит.

### Политическая составляющая
Синдикаты — это игровые сообщества численностью до 1000 игроков.
Виды синдикатов:
- боевой — участвует в нападениях на недвижимость и военных действиях;
- технический — объединяет игроков в группы по интересам или выполняет вспомогательные функции боевого синдиката.

Главы самых крупных синдикатов могут влиять на политическую обстановку в игре и на ситуацию на экономическом рынке. Впрочем, любой игрок без каких-либо ограничений может стать подобной персоной. Взаимодействие в игре полностью базируется на синдикатах, их отношениях, союзах и объявленных войнах.

## Общение в игре

### Форум
Форум разбит на несколько десятков ветвей и делится на общие группы: Основные форумы, Суд, Исполнительная власть, Технические вопросы и Автономные районы. 
Вот некоторые из наиболее популярных разделов:
- Официальные объявления — содержит архив всех объявлений, когда-либо вывешивавшихся на главной странице.
- Вопросы и помощь по игре — разнообразные вопросы о игре.
- Общий игровой форум — обсуждение всех игровых проблем.
- Открытый Клуб — форум для игроков, зарегистрировавшихся более года назад и имеющих >20 уровень. Особые правила, изначально создавался в качестве территории, свободной от банальных вопросов новичков. (закрыт администрацией 26.05.2017)
- Объявления синдикатов — Форум предназначен для официальных объявлений синдикатов о каких-либо действиях или событиях. В основном этот форум используется для того, чтобы набрать новых членов в синдикаты.
- Вступлю в синдикат — здесь игроки сами вывешивают сообщения о своём желании вступить в синдикат.
- Идеи и Предложения — размещение и обсуждение предложений об изменениях в игре.
- Форум для неигровых тем — предназначен для обсуждения тем, не имеющих непосредственного отношения к игре.
- Клуб Нытиков — предназначен для жалоб игроков на какие-то несправедливости или неудачи.
- Тотализатор — «Букмекерская контора» принимает ваши ставки на различные спортивные состязания. (Игра ведётся на игровую валюту, естественно)
- Конкурсы — тут игроки помогают друг другу найти нужную информацию игрового и не очень характера за деньги. Никогда не теряет популярности. Всегда найдётся желающий ответить и получить награду.
- Общение гостей острова — данный форум для общения новичков. Однако, в последнее время его приспособили для раздачи лута с Аутленда новичкам.[3]
- Официальные объявления налоговой инспекции — сюда входят новости, объявления полиции, суда. Полезно почитать.
- Торговые форумы — тут можно купить, продать, обменять и заказать что угодно и кого угодно, было бы желание и деньги.
- Технические — тут обсуждаются проблемы игры. Как правило, сообщений немного и они представляют собой сообщения о ошибках.
- Креатив — стихи, тексты, рисунки, ссылки, анекдоты, видео и тому подобное.
- Оффline встречи — форум для объявления и обсуждения offline-встреч.

### Личная почта
Самый распространённый способ общения в игре. Она предназначена для приватного двустороннего общения участников игры. Существует несколько опций личной почты, помогающих защититься от спама и других нежелательных писем. Цензура в личной почте не действует. В случае оскорбления или мата можно подать внутриигровой иск или жалобу. Личная почта становится доступной после получения гражданства, которое можно получить, достигнув 5-го боевого уровня.

### Общение в боях
Общение в боях, как правило, носит динамический характер. Игроки разбираются с тактикой ведения боя в открытую (достаточно просто написать и отправить текст) или в командном чате (вначале перед текстом нужно добавить знак %, * или ~). Цензура закрывает матерные слова словом [censored], но штрафы и баны дают только в некоторых случаях (если это увидел модератор или администратор или кто-то пожаловался).

### Общение на офлайн-встречах
«Офлайны» популярны среди игроков, проводятся во многих городах России, СНГ и остального мира.